# Prosopocera subcretacea
Prosopocera subcretacea là một loài bọ cánh cứng trong họ Cerambycidae.